# Erepsia
Erepsia (лат.) — род суккулентных растений семейства Аизовые (Aizoaceae), произрастающий на территории Капской провинции ЮАР.

## Название
Родовое латинское (научное) название Erepsia происходит от греческого слова erepsis, — «покрытие»; название связано с нитевидными стаминодиями, которые покрывают центр цветка.
Из-за отсутствия официального русскоязычного названия рода в авторитетных источниках, вероятное произношение на русском языке может быть сформировано на основе этимологии и транслитерации как «Эрепсия».

## Ботаническое описание
Представители рода — кустарники или полукустарники, которые могут быть прямостоячими или стелющимися. Они часто имеют ветвление с самого основания стебля, который является гладким. Листья обладают острым трехгранной формой и могут быть покрыты тонким слоем воскового налета.
Цветки собраны в соцветия, и часто остаются открытыми как днем, так и ночью. Чашелистиков 5. Лепестки преимущественно линейные (у вида Erepsia pillansii, они могут быть ложковидными). Окраска лепестков может варьировать от белого до розового или красновато-коричневого цвета. Тычинки прикреплены к внутренней поверхности или вершине трубки чашелистика, и частично или полностью могут быть покрыты стаминодиями. Нектарник представляет собой ряд мелких зубцов, расположенных в сплошном кольце или иногда группами по пять. Завязь расположена в верхней части и изогнута, образуя гипантий, куда загибаются тычинки; рыльце состоит из 5 (иногда 9-13) очень маленьких, практически узко-конических до почти сферических структур. Плод — коробочка, схожая с плодами рода Lampranthus. Обычно она имеет 5 отделений (иногда может иметь 9-13). Плод деревянистый, с воронковидным основанием. Семена крупные (длиной 0,9-1,6 мм), имеют темно-коричневую окраску и шероховатую поверхность.
Число хромосом х = 9.

## Таксономия
Erepsia N.E.Br., первое упоминание в Gard. Chron., ser. 3, 78: 433. 1925. Род входит в подсемейство Ruschioideae.

### Синонимы[5]
- Kensitia Fedde
- Piquetia N.E.Br.
- Semnanthe N.E.Br.

### Виды
Согласно данным сайта «Список растений Мировой флоры онлайн» на июнь 2023 года, род состоит из 31 вида:
- Erepsia anceps (Haw.) Schwantes
- Erepsia aperta L.Bolus
- Erepsia aristata (L.Bolus) Liede & H.E.K.Hartmann
- Erepsia aspera (Haw.) L.Bolus
- Erepsia babiloniae Liede
- Erepsia bracteata (Aiton) Schwantes
- Erepsia brevipetala L.Bolus
- Erepsia distans L.Bolus
- Erepsia dubia Liede
- Erepsia dunensis (Sond.) Klak
- Erepsia esterhuyseniae L.Bolus
- Erepsia forficata (L.) Schwantes
- Erepsia gracilis (Haw.) L.Bolus
- Erepsia hallii L.Bolus
- Erepsia heteropetala (Haw.) Schwantes
- Erepsia inclaudens (Haw.) Schwantes typus
- Erepsia insignis (Schltr.) Schwantes
- Erepsia lacera (Haw.) Liede
- Erepsia oxysepala (Schltr.) L.Bolus
- Erepsia patula (Haw.) Schwantes
- Erepsia pentagona (L.Bolus) L.Bolus
- Erepsia pillansii (Kensit) Liede
- Erepsia polita (L.Bolus) L.Bolus
- Erepsia polypetala (A.Berger & Schltr.) L.Bolus
- Erepsia promontorii L.Bolus
- Erepsia ramosa L.Bolus
- Erepsia saturata L.Bolus
- Erepsia simulans (L.Bolus) Klak
- Erepsia steytlerae L.Bolus
- Erepsia urbaniana (Schltr.) Schwantes
- Erepsia villiersii L.Bolus

- Erepsia anceps
- Erepsia bracteata
- Erepsia dunensis
- Erepsia lacera
- Erepsia pillansii